# فيلا ريال
فيلا ريال (بالبرتغالية: Vila Real‏) هي مدينة تقع في البرتغال في محافظة فيلا ريال. يقدر عدد سكانها بـ 51,850 نسمة .

## المدن التوأمة
مدن Mende، أسنابروك، أورينسي، غراس، أويرس وبورتيماو هي مدن توأمة لـفيلا ريال.

## أعلام
- جايمي ميغال ليناراس
- خورخي رودريغوس
- أنطونيو كابرال
- سيماو سابروسا
- تياغو رودريغز
- باولو ألفيس